# End (klawisz)
End – klawisz klawiatury, który znajduje się zarówno na klawiaturze numerycznej, jak i nad strzałkami.
Jego funkcje różnią się w zależności od systemu operacyjnego.

## Windows
W nowoczesnym edytorze tekstu pod systemem Microsoft Windows jest głównie używany, żeby przesunąć kursor na koniec linii w której się znajduje. Kiedy tekst nie jest edytowalny, klawisz ten jest używany do przenoszenia się na koniec dokumentu. Można tego dokonać również w edytowalnym pliku pod warunkiem przytrzymania kombinacji klawiszy End i Control.

## macOS
W aplikacjach uruchamianych na systemie macOS klawisz ten działa inaczej niż na innych platformach. Kiedy jest naciśnięty, okno przewija się na dół, podczas gdy znak (ang. caret) nie przesuwa się wcale; klawisz ten jest przywiązany do okna, a nie do edytowanego pola tekstowego (ang. text box) . Aby osiągnąć ten sam rezultat co na platformie Windows (czyli przesunąć kursor na koniec linii), trzeba nacisnąć prawą strzałkę, trzymając klawisz ⌘ Command.

## Linux
W Linuksie ma podobną funkcjonalność jak w środowisku Windows. Umieszcza kursor na końcu linii, jeśli tekst jest edytowalny, w przeciwnym razie przewija dokument do końca.